# 정국량 효자각
정국량 효자각은 충청북도 음성군 감곡면에 있다. 2013년 12월 31일 음성군의 향토문화유적 제24호로 지정되었다.

## 개요
이 효자문은 정국량의 효를 기리기 위한 정려각으로 1900년대 초계정씨 후손들이 건립하였으며, 정면 1칸, 측면 1칸의 겹처마 팔작지붕의 목조기와집으로, 효자각에는 현판 대신에 효자비가 있다.